# Нижній Укан
Нижній Ука́н (рос. Нижний Укан) — присілок у складі Ярського району Удмуртії, Росія.

## Населення
Населення — 175 осіб (2010, 214 у 2002).
Національний склад станом на 2002 рік:
- удмурти — 81 %